# Рей Долбі
Рей До́лбі (англ. Ray Dolby; 18 січня 1933, Портленд, Орегон — 12 вересня 2013, Сан-Франциско) — американський інженер та підприємець, розробник технології заглушення шумів і об'ємного звуку. Засновник компанії Dolby Laboratories.

## Біографія
Рей Долбі народився 18 січня 1933 року в Портленді, штат Орегон. Зростав і вчився в школі в Сан-Франциско.
Розпочав свою кар'єру в 16 років у компанії Ampex. Там у 1956 році у складі групи інженерів розробив перший відеомагнітофон. Після закінчення Стенфордського університету в 1957 році Долбі отримав стипендію Маршалла для проходження стажування у Кембриджському університеті. Там він протягом шести років займався довгохвильовим рентгенівським випромінюванням, а в 1961 році захистив дисертацію з фізики.
У 1963—1965 роках Долбі працював науковим радником ООН в Індії.
У 1965 році Рей Долбі заснував компанію Dolby Laboratories. На початку 1970-х ця фірма під керівництвом Долбі представила нові технології шумозаглушення Dolby A і Dolby B. В кінці 1960-х — початку 1970-х рр.. системи шумозаглушення Dolby A і Dolby B зробили революцію в звукозапису на магнітну стрічку. У 1972 система Dolby A адаптується для звукозапису на кіноплівку.
У 1975 році компанія розробила аналогову систему Dolby Stereo. У ній використовувалися чотири звукові канали: окрім лівого і правого для музики і звукових ефектів, також задіяні центральний (для голосу) і навколишній (створював загальну звукову атмосферу).
Широке поширення технології Dolby Stereo в кінотеатрах почалося після прем'єри фільму «Зоряні війни» Джорджа Лукаса і «Близькі контакти третього ступеня» Стівена Спілберга, що використали таку систему. Пізніше технологія Dolby Stereo була модернізована до Dolby Surround, Dolby Pro Logic,  Dolby Digital 5.1. Останньою розробкою стала Dolby Digital EX, в якій використовувався задній навколишній канал (окрім лівого, центрального і правого фронтальних, а також лівого і правого задніх і сабвуфера).
З початку 1990-х на основі технологій Dolby були розроблені домашні системи: THX Home, THX Surround EX і THX Ultra.
Рей Долбі був нагороджений Оскаром, Греммі й двома статуетками Еммі. Вчений був удостоєний ордена офіцера Британської імперії, національної медалі технологій США і безлічі інших нагород. У 2012 одна з найвідоміших визначних пам'яток Голлівуду, Дім Оскара, була перейменована в Театр Долбі.
Статки Рея Долбі оцінюються в $2,7 млрд.
В останні роки життя винахідник страждав від хвороби Альцгеймера, а в липні 2013 року у нього діагностовано гострий лейкоз.

## Виноски
1. 1 2 3 4  Deutsche Nationalbibliothek Record #1044337257 // Gemeinsame Normdatei — 2012—2016.
2. ↑  http://www.nytimes.com/services/xml/rss/yahoo/myyahoo/2013/09/13/business/ray-dolby-who-put-moviegoers-in-the-middle-is-dead-at-80.xml
3. 1 2  Bibliothèque nationale de France BNF: платформа відкритих даних — 2011.
4. ↑  http://finance.yahoo.com/news/founder-director-emeritus-dolby-laboratories-204500970.html
5. ↑  Ray Dolby, Inventor of Surround Sound, Dies at 80
6. ↑  http://www.pugetsoundradio.com/2014/09/11/friday-broadcast-history-sept-12th/
7. ↑  Помер творець технології об'ємного звуку Рей Долбі. Архів оригіналу за 23 жовтня 2013. Процитовано 13 вересня 2013.
8. ↑  У США помер творець системи Dolby Рей Долбі
9. ↑  Помер творець Dolby surround, інженер Рей Долбі
10. ↑  Скончался Рэй Долби